# Albert Sánchez Piñol
 (novembre 2018).
Si vous disposez d'ouvrages ou d'articles de référence ou si vous connaissez des sites web de qualité traitant du thème abordé ici, merci de compléter l'article en donnant les références utiles à sa vérifiabilité et en les liant à la section « Notes et références ».
Œuvres principales
- Pandora al Congo (ca)

Albert Sánchez Piñol, né le 11 juillet 1965 à Barcelone, est un anthropologue, écrivain et scénariste espagnol d'expression catalane, auteur notamment de La Peau froide (La pell freda, 2002) et Pandore au Congo (Pandora al Congo (ca), 2005).

## Biographie
Albert Sánchez Piñol interrompt ses études de droit, afin de poursuivre un cursus d'anthropologie à l'Université de Barcelone.
Il séjourne à deux reprises au Congo dans les années 1990 afin d'achever sa thèse de doctorat. Il devra néanmoins quitter le pays à cause de la guerre civile et entreprend alors l'écriture de La Peau froide, un roman fantastique et d'horreur qui lui vaut une immédiate notoriété : après 26 éditions en catalan et 8 en castillan, le roman est traduit en trente-sept langues, dont le français en 2004. Si des rumeurs font état d'un projet d'adaptation cinématographique sous la direction de David Slade, La Peau froide est finalement transposé dans le film Cold Skin de Xavier Gens en 2017.
En 2012, Victus est son premier roman écrit en castillan et non en catalan. De tonalité picaresque, ce roman historique raconte la guerre de succession d'Espagne à travers la vie de Martí Zuviría, qui, à 98 ans, juste avant la Révolution française, raconte les aventures qu'il a vécues comme élève de Vauban, et comme jeune assistant d'Antonio de Villarroel durant le siège de Barcelone.
Albert Sánchez Piñol collabore activement au journal catalan Ara.

## Œuvre

### Romans et récits
- (ca) Companyia difícil, 2000Écrit avec Marcelo Fois.
- (ca) Les edats d'or, 2001
- La Peau froide, Actes Sud, coll. « Lettres hispaniques », 2004 ((ca) La pell freda, 2002), trad. Marianne Millon  (ISBN 978-2-7427-5163-1)Réédition, Actes Sud, coll. « Babel » no 781, 2006 (ISBN 978-2-7427-6518-8)
- Pandore au Congo, Actes Sud, coll. « Lettres hispaniques », 2007 ((ca) Pandora al Congo, 2005), trad. Marianne Millon  (ISBN 978-2-7427-6907-0)Réédition, Actes Sud, coll. « Babel » no 1010, 2010 (ISBN 978-2-7427-9108-8)
- Victus : Barcelone 1714, Actes Sud, coll. « Lettres hispaniques », 2013 ((ca) Victus, 2012), trad. Marianne Millon  (ISBN 978-2-330-01605-0)Réédition, Actes Sud, coll. « Babel » no 1376, 2016 (ISBN 978-2-330-06123-4)
- (ca) Vae Victus, 2015
- Fungus : Le Roi des Pyrénées, Actes Sud, coll. « Exofictions », 2021 ((ca) Fungus. El rei dels Pirineus, 2018), trad. Marianne Millon  (ISBN 978-2-330-14922-2)

### Recueil de nouvelles
- Treize mauvais quarts d'heure, Actes Sud, coll. « Lettres hispaniques », 2010 ((ca) Tretze tristos tràngols, 2008), trad. Marianne Millon  (ISBN 978-2-7427-9066-1)

### Essais
- (ca) Pallassos i monstres, 2000
- (ca) Quan érem genocides, 2017

### Article
- « Las aventuras del género », dans El País, 1er septembre 2006

## Filmographie

### Comme scénariste
- 2012 : El bosc, film espagnol réalisé par Óscar Aibar

### Adaptation d'une de ses œuvres par un tiers
- 2017 : Cold Skin, film franco-espagnol réalisé par Xavier Gens, adaptation du roman La Peau froide